# Infra-Red
"Infra-Red" – trzeci oficjalny singel brytyjskiej grupy Placebo z piątego albumu studyjnego "Meds". Wydany 19 czerwca 2006 roku. Nominowany do nagrody tygodnika Kerrang! w kategorii najlepszego singla.
Okładka jest rozmazanym zdjęciem basisty Placebo, Stefana Olsdala.

## Lista utworów
7" winyl
- Strona A - „Infra-Red”
- Strona B - „Infra-Red” (Call the Ambulance remix)

CD
- 1.„Infra-Red”
- 2.„Infra-Red” (Hotel Persona remix)

DVD
- „"Infra-Red”
- „Song to Say Goodbye”
- „Song to Say Goodbye” (River & Tears Remix)
- Wywiady oraz kulisy montażu utworu "Infra-Red"

CD Maxi
- „Infra-Red”
- „Infra-Red” (the Waltmann remix)
- „Song to Say Goodbye” (River & Tears Remix)

## Listy przebojów
| Państwo           | Najwyższa pozycja |
| ----------------- | ----------------- |
| Belgia            | 7                 |
| Niemcy            | 75                |
| Stany Zjednoczone | 35                |
| Wielka Brytania   | 42                |